# Kursaal Flyers
Kursaal Flyers est un groupe britannique de pop, originaire de Southend-on-Sea.

## Histoire
Le groupe est formé lorsque Shuttleworth, Douglas, Birch, Collins, Bull et Hatfield, qui s'étaient tous produits localement dans diverses combinaisons autour de Southend, se sont réunis en octobre 1973 pour former un nouveau groupe. Ils se produisent pour la première fois ensemble sous le nom de Kursaal Flyers - nommé d'après l'imitation de train utilisée pour faire la publicité de la célèbre salle d'amusement de Southend, le Kursaal, qui a fermé ses portes - au pub Blue Boar de Victoria Avenue, Southend-on-Sea, en février 1974, jouant principalement des reprises de chansons de country rock, mais écrivant de plus en plus leurs propres morceaux.
En 1976, ils signent avec le label CBS et enregistrent leur troisième album, The Golden Mile, avec le producteur Mike Batt. L'une de leurs chansons, Little Does She Know, est remarquée par Batt pour sa production excessive à la Phil Spector. Paul Conroy, le manager du groupe à l'époque, s'est arrangé pour que le groupe interprète la chanson lors de l'émission Top of the Pops de la BBC en novembre 1976, entouré de boîtes de détergent géantes et de machines à laver. Le single devient leur seul succès, atteignant la 14e place du UK Singles Chart. Cependant, Graeme Douglas s'est inquiété de la commercialisation excessive de la musique du groupe et quitte le groupe pour rejoindre Eddie and the Hot Rods, étant remplacé par Barry Martin.
Le groupe tourne beaucoup et sort un autre album, Five Live Kursaals, mais n'obtient pas de succès commercial supplémentaire et, après de nombreux changements de personnel, le groupe se sépare à la fin de l'année 1977.
Après la disparition des Kursaals, Shuttleworth sort plusieurs albums en solo, Douglas connait le succès avec Eddie and the Hot Rods, et Birch forme les Records. Le groupe se reforme pour des tournées en 1985 et 1988, et en 2001, il se reforme de manière plus permanente. En 2009, Collins devient le manager de Back to Square One, un groupe de rock adolescent composé de quatre musiciens originaires de Shoeburyness et Great Wakering à Southend. En 2003, Shuttleworth et Collins forment le groupe de country rock The Ugly Guys, avec l'ancien guitariste de Jerry the Ferret Steve Oliver, Andy Farrell, bassiste, ancien des Hamsters et Bob Clouter à la batterie.

## Discographie

### Albums studio
- 1975 : Chocs Away! (UK Records)
- 1976 : The Great Artiste (UK Records)
- 1976 : Golden Mile (CBS)
- 1988 : A Former Tour de Force is Forced to Tour (Waterfront Records)

### Albums live
- 1977 : Five Live Kursaals (CBS)